# ジュリオ・チッコーネ
ジュリオ・チッコーネ（Giulio Ciccone、1994年12月20日 - ）はイタリア、キエーティ出身の自転車競技選手。

## 経歴

### 2016
- イタリアのプロコンチネンタルチーム、バルディアーニ・CSF（英語版）でプロデビュー。
- グランツール初出場となるジロ・デ・イタリアの第10ステージでプロ初勝利[1]。

### 2019

#### ジロ・デ・イタリア
序盤のステージから山岳賞ポイントを積極的に獲得。第16ステージではジロ・デ・イタリア通算2勝目となる勝利を挙げる。
最終的に、2位のファウスト・マスナーダ(115ポイント)に大差をつける267ポイントを獲得し、山岳賞マリアアッズーラを手中に収めた。

## 主な戦績

### 2016
- ジロ・デ・イタリア 区間優勝(第10ステージ)

### 2017
- ツアー・オブ・ユタ 区間優勝(第6ステージ)

### 2018
- ジロ・デッラッペンニーノ 優勝
- オコロ・スロベンスカ（英語版）  山岳賞

### 2019
- ツール・デュ・オー・ヴァル 区間優勝(第2ステージ)
- ジロ・デ・イタリア  山岳賞、区間優勝(第16ステージ)

### 2020
- トロフェオ・ライグエーリア 優勝

### 2022
- ジロ・デ・イタリア 区間優勝(第15ステージ)

### 2023
- ボルタ・ア・ラ・コムニタ・バレンシアナ  ポイント賞（第2ステージ優勝）
- ボルタ・ア・カタルーニャ 区間優勝（第2ステージ）
- クリテリウム・デュ・ドーフィネ  山岳賞（第8ステージ優勝）
- ツール・ド・フランス  山岳賞

### 2025
- ツアー・オブ・ジ・アルプス 区間優勝（第1ステージ）
- クラシカ・サンセバスティアン 優勝